# اللغة الروتوكاسية
اللغة الروتوكاسية هي إحدى لغات شمال بوغانفيل ويتحدث بها حوالي 4320 شخصًا في جزيرة بوغانفيل، وهي جزيرة تقع إلى الشرق من غينيا الجديدة وهي جزء من بابوا غينيا الجديدة. وفقًا لألين وهورد (1963)، هناك ثلاث لهجات محددة: روتوكاسية وسطى («روتوكاس بروبر»)، وأيتا روتوكاس، وبيبيبايا. مع لهجة أخرى يُتحدث بها في قرية أتسيليما (أتسينيما) مع وضع غير واضح. تتميز روتوكاسية الوسطى بصوت لغوي صغير للغاية وربما هي أقل لغة تضم حروف أبجدية حديثة.